# Tamar Kaprelian
Tamar Mardirossian (armenisk: Թամար Մարտիրոսեան) känd som Tamar Kaprelian, född 28 oktober 1986 i Scottsdale, är en armenisk-amerikansk sångerska. Hon föddes i USA men båda hennes föräldrar är från Armenien.
Hon är mest känd för sin singel "New Day" som nådde plats 37 i USA. Den 24 augusti 2010 släpptes hennes debutalbum Sinner or a Saint. Kaprelian representerade Armenien i Eurovision Song Contest 2015, där hon deltog i gruppen Genealogy med låten "Face The Shadow" och slutade på en 16:e plats i finalen som hölls den 23 maj 2015.  

## Diskografi

### Album
- 2010 – Sinner or a Saint

### Singlar
- 2009 – "New Day"
- 2009 – "Delicate Soul"
- 2009 – "Three Simple Words"